# Synthecium protectum
Synthecium protectum är en nässeldjursart som beskrevs av Jäderholm 1903    . Synthecium protectum ingår i släktet Synthecium och familjen Syntheciidae. Inga underarter finns listade i Catalogue of Life.